# 二つの世界の男
『二つの世界の男』（ふたつのせかいのおとこ、原題:The Man Between）は、1953年にキャロル・リードにより制作・監督されたイギリスのサスペンス映画である。第二次世界大戦直後の東西両陣営に分割占領され、紛争の絶えないベルリンが舞台となっている。

## 作品の特徴
本作はリードの作品の例にもれず、そのスタッフ・キャストはまことに国際的である。音楽はジョン・アディソンによって作曲され、ロンドン・フィルハーモニック管弦楽団が演奏している。指揮はミューア・マシソンが務めている。脚本にはハリウッドからハリー・カーニッツが呼ばれ、ベルリンの現地・ロケ撮影はオーストリアのハンス・シュネーベルガーが、美術はロシア出身のアンドレイ・アンドレイエフが担当した。主演はジェームズ・メイソンが久々に帰英し、『邪魔者は殺せ』（1947年）以来、久々に顔を合わせたのである。メイソンを巡る二人の女性には『ライムライト』（1952年）で、チャップリンに見出されたクレア・ブルームと、『罪ある女』（1951年）以来、アメリカとフランスでの出演作により、すっかり国際的になったドイツの妖女ヒルデガルト・クネフが出演し、ドイツの俳優が助演で、多数出演している。また、キャロル・リードは常に子役を上手く使うが、ここではディーター・クラウゼという薄幸の14歳の少年が選ばれている。
キャロル・リードと言えば、戦後間もなくのウィーンを舞台にした『第三の男』が最も有名だが、『第三の男』が国家間と言うよりは、個人に隠された秘密を核にして物語が組み立てられていたのに対して、本作では東側陣営と西側陣営という、冷戦下の国家体制の綱引きのなかで翻弄されて行く個人たちの姿へと興味が移されている。特に、前半は東西ベルリンに秘匿されている何やら不可解な感触、一般の人間には窺い知ることができない政治の闇の世界へとヒロインのスザンヌを通して、案内していくことに重きが置かれている。
1953年3月にスターリンが死去し、56年にフルシチョフがスターリン批判を行い、東西冷戦が雪解けに向かうこととなる。本作は、その直前の最大の緊張状態にあった当時のベルリンの、生々しい様子をまざまざと伝える作品でもあった。
他のリードの作品同様に、本作においても、野外風景は現地で撮影されている。周到に撮影されたリアリスティックな背景映像はリードの真骨頂であり、彼はこの映画の特徴的な存在として扱われる東ドイツの現地警察を、複数のシーンで十数分に亘って撮影している。カメラは雪に覆われたベルリンの廃墟を捉え、スターリンのポスターがあちこちに見受けられる。まだ、ベルリンの壁が建設される以前の状態である。

### 筋立て設定
スザンヌは占領されなかった戦勝国である英国の衝動的で若々しい理想主義的存在であり、イーヴォは散々に打ち負かされた敗戦国のドイツ人だが、幾度となく失敗を経験した懐疑主義的な成熟した大人である。女学生のように純真なスザンヌは国際人であり、かつての弁護士であり、些細な犯罪にさえ手を染めたイーヴォに惹きつけられるが、二人の会話はかみ合わない。二人の愛情の葛藤はこのドラマの胸の高鳴るものだが、リードはこれに過剰な感情を込めず、淡々と表現している。
子供の扱いについては、ホルスト少年が崇拝するように尊敬しているイーヴォは少年に常に学校へ行くことを勧めている。子供の将来を考えているからだ。しかし、少年はイーヴォのスパイ役を務めている。イーヴォは少年の夢の大人だからだった。－中略－少年の尽力にもかかわらず、夢の大人は殺されて否定される。しかし、悪や罪の意識をイーヴォに感じないので、少年はいくらか救われている。

### 評価
ロバート・モスによれば「公開時の批評家たちには、成功作『第三の男』の再現を狙うリードの試みは、霊感に満ちた作品と言うよりは、メカニカルなものと映った」と言う。本作は評判の面からも、財政的にも上手く行かなかった。本作においては、キャロル・リードは彼の最大の成功作に引き返し、何か再利用できる新しいアイディアはないかとくまなく探し回ったかのようである。
映画評論家の杉原賢彦は監督のリードは、『第三の男』をはじめとするサスペンス映画に手腕を発揮するも最晩年の『フォロー・ミー』（1972年）など、小粒ながらピリッとスパイスが利いた忘れがたい恋愛映画をも残すなど、今後、再評価されるべき監督でもある。手堅い演出センスは勿論のこと、特にサスペンス作品で見せる彼独自の斜めの画面が本作でも随所で登場する。さらに、ベルリンの名所のヴァリエテの様子なども随所に交え、後半のハイライトとなる東ベルリンから西ベルリンへの突破の過程に登場する、まるで迷路じみた夜の街の情景は、まさにキャロル・リード演出の真骨頂と言うべきだろう。ジェイムズ・メイソンは善玉悪玉を問わず、巧みな演技によって役柄に血肉を通わせた名優で、中でもキャロル・リードとは、メイソンにとって出世作となった『邪魔者は殺せ』以来の付き合いでもあり、複雑な役柄を演じてラスト・シーンまで印象強い。
なお、ジェームズ・メイソンが1953年のナショナル・ボード・オブ・レビューの男優賞を受賞している。

## 登場人物
| 人物名             | 原語              | 配役                     | 役柄                                                                           | 吹替     |
| ------------------ | ----------------- | ------------------------ | ------------------------------------------------------------------------------ | -------- |
| イーヴォ・カーン   | Ivo Kern          | ジェームズ・メイソン     | かつての弁護士 ベッティーナの元夫 東西ベルリンを行き来して東独警察のために働く | 中村正   |
| スザンヌ           | Susanne Mallison  | クレア・ブルーム         | マーティンの妹                                                                 | 公卿圭子 |
| ベッティーナ       | Bettina           | ヒルデガルト・クネフ     | マーティンの妻 イーヴォの元妻                                                  | 今井和子 |
| マーティン         | Martin Mallison   | ジェフリー・トゥーン     | スザンヌの兄、ベッティーナの夫、英軍軍医 亡命者の収容施設で勤務                | －       |
| オラフ・ケストナー | Olaf Kastner      | エルンスト・シュレーダー | 東側からの難民の手助けを行う                                                   | －       |
| ハレンダー         | Halendar          | アリベルト・ヴェッシャー | 東側から西側への脱走を取り締まる                                               | 久保春二 |
| ホルスト少年       | Phenice           | ディーター・クラウゼ     | イーヴォを慕い、彼の偵察役となっている                                         | 太田淑子 |
| クライバー警部     | Inspector Kleiber | カール・ジョン           | 西側の警察官                                                                   | －       |
| リッツィ           | Lizzi             | ヒルデ・セッサク         | 娼婦                                                                           | －       |

※日本語吹替：テレビ版・初回放送1963年1月17日『劇映画』

## あらすじ
映画は巻を追うごとに、最初に投げかけた疑問符を、少しずつ解いていく、そして、その度ごとに複雑な人物の相互関係が、観客にその後に起きる新場面の展開に固唾をのませる。
スザンヌ・マリスンは短い休暇を利用してベルリンにいる兄を訪れる計画を立て、ロンドンの空港からベルリンへ向かうところから映画が始まる。スザンヌは機内では旅行気分で浮かれている様子だが、すぐにベルリン・テンペルホーフ空港に到着する。そこでは、マーティンの妻であるベッティーナが兄の代りにスザンヌを出迎えに来ている。
スザンヌが到着ゲートから現れると、ベッティーナと挨拶を交わし、マーティン夫妻宅へタクシーに乗って向かう。
兄のマーティンが帰宅すると、スザンヌは兄に抱き着いて、再会を喜ぶ。そして、3人はシアターレストランへ行く、舞台では2本のクラリネットを同時に吹き鳴らし、ピエロが踊っている。スザンヌは楽しんでいるが、ベッティーナは落ち着かない様子で、何者かがベッティーナとコンタクトを取ろうとしてようで、その人物と思われる男のコートと帽子が置かれたカウンターの席を示唆するかのようにカメラが捉えるが、男は席を外している。3人はベッティーナが頭痛だというのでナイトクラブを後にする。スザンヌは帰宅後も、監視されているようなただならぬ雰囲気を徐々に感じ始める。
翌日はマーティンが仕事で忙殺されているため、ベッティーナがスザンヌを東側地区に案内する。音楽はサクソフォンにより寂しげなテーマが奏され、ティンパニも不気味な弦楽器のトレモロと共に打ち鳴らされる。ベッティーナとスザンヌがカフェで会話をしていると、音楽の緊張が最高度に高まり、遂にイーヴォ・カーンが姿を現す。ベッティーナはイーヴォを友人であると紹介し、短い会話の後、店を出るが、イーヴォは東側地区のガイドを務めることを約束する。スザンヌは泊まり込みで働くマーティンにベッティーナから預かった届け物を渡す。スザンヌは兄にイーヴォのことを訊くと「ベッティーナの昔からの友人だ」と答え、特に警戒などはしていないようなので、安心する。彼女は兄が働き過ぎと同時にベッティーナを蔑ろにしてしまっていることを心配する。スザンヌが帰宅すると、イーヴォがベッティーナに声を荒立てて話している。
二人がスザンヌに気づくと、イーヴォの態度が豹変し、スザンヌを夜のベルリンに案内することになる。夜になると、イーヴォはダンスのできるレストランに彼女を連れて行き、二人は踊り会話を楽しむが、ハレンダーが近寄って来る。ハレンダーとイーヴォは知り合いのようだが、イーヴォが彼を嫌っているので、スザンヌは訝る。スザンヌは兄とベッティーナは結婚しているのだから、イーヴォにベッティーナに特別な感情を持つのをやめるよう諭す。
翌日、イーヴォはホルスト少年を使ってスザンヌを呼び出し、昨夜彼女に忠告されたことを反省しており、なるべく早く自分がベルリンを出れば、問題は解決すると言い、正直に謝る。勿論、疑われるような関係はもっていないとも言う。スザンヌは彼の誠実な態度に安堵し、一緒にスケートに行く約束をする。だが、ベッティーナはスザンヌがイーヴォに好意を抱いているようなので、懸念が高まって来る。スケートに出かけようとすると、ケストナーがマーティン宅に立ち寄っており、イーヴォとケストナーが鉢合わせになり、二人はスザンヌに紹介される。イーヴォは犬に手を噛まれて怪我しているケストナーと軽く挨拶し、ケストナーは立ち去る。
イーヴォとスザンヌがスケートをしていると、ハレンダーがやって来て、ケストナーが東ドイツ軍の高官に扮して公用車に乗り、警官2名を西側に逃亡させ、東側の重要書類をも持ち去ったと言う。ケストナーの顔は判明しないが、彼が検問所の犬に手を噛まれたことは確かだと言う。残念ながら、その犬まで西側に逃げ去った。ハレンダーはケストナーは脱走者の手助けをしているのだから、放ってはおけない。ハレンダーはケストナーは英国軍医のマーティンの友人でもあるのだから捕まえろと言う。従わなければ、イーヴォの西側での行動履歴を当局に公表をする、そうなればもう西側には行けず、永遠に東側で暮らさざるを得ないと脅す。イーヴォはスザンヌに先ほど会った人はケストナーだったねと確認し、彼はマーティンとも仲が良く、西側で色々な方面に顔が利く人物だから、西側で働けるよう工面してもらえないかと言う。スザンヌはケストナーに頼んでもらえないか、マーティンに話してみようということになる。
マーティンはスザンヌの頼みを快諾し、ケストナーに電話をかけようとするが、ベッティーナが怒りを爆発させ、自分がイーヴォとかつて結婚していたが、行方不明になったため、死亡したものと考え、死亡証明書を貰って、マーティンと再婚した。そして、３週間前に突如として、姿を現した。イーヴォとの関係を公表すれば、イギリス軍が見逃さず、マーティンとの結婚が危うくなると脅されて、正直にマーティンに相談できなかったと告白する。イーヴォはスザンヌには優しいかもしれないが、人さらいのようなことをして東側のために働いていると暴露する。マーティンは驚くが、ベッティーナに同情し、ケストナーと西側のクライバー警部に相談する。彼らはイーヴォを呼び出して、捉えることにする。しかし、イーヴォはホルスト少年にマーティン宅の様子を偵察させ、罠であることを見抜き、イーヴォは姿を現さない。スザンヌはホルスト少年の自転車が雪の上を走行した痕跡を嬉しそうに眺め、イーヴォが気づいたことを確信する。イーヴォを逮捕する試みは失敗に終わり、前半の展開は一段落となる。
スザンヌはベルリンでの滞在を終わりにし、ロンドンへ帰ることにする。一方、増加する東側から西側への逃亡者が増加し、それを支援するケストナーを捉えることに躍起になる東ドイツ警察はハレンダーに圧力をかける。そこで、ハレンダーたちは、英国軍医の妻ベッティーナの誘拐を画策する。しかし、ハレンダーの部下たちは間違ってスザンヌを捕まえて来てしまう。失態を演じて困惑する彼らに、イーヴォがオペラ公演に乗じて上手くスザンヌを返し、ハレンダーの尻拭いをすることを提案する。スザンヌはイーヴォに不信感をあらわにするが、イーヴォはハレンダーたちはギャングなのだから、このまま言うことを聞かずここに留まれば、スザンヌの身が危険だと言う。スザンヌは何故イーヴォが自分を助けるのか理由を問い質すと、自分は西側で悪事を働いたのだが、もしスザンヌを無事に西側に返せれば、西側の警察に改悛の念を表せる。そうすれば、逮捕されるのではなく、亡命が認められるかもしれない。これが自分の利益のための動機だと言い、ケストナーには事前にハレンダーの罠であることを説明しておけば大丈夫だと説明する。これしか脱出する道はないと力説するイーヴォに従うことにする。ハレンダーはケストナーを呼び寄せるという条件でスザンヌを解放することになった。
計画実行の当夜、歌劇場ではリヒャルト・シュトラウスの『サロメ』がリューバ・ヴェリッチによって演じられている。上演が終わって帰路に就く観客に紛れて、イーヴォは自ら用意していた車に乗って、スザンヌと共に東側からの脱出を図る。裏をかかれたハレンダーは必死になってイーヴォを追跡する。検問所の通過を巡って激しいカー・チェイスが展開される。イーヴォとスザンヌは夜の建設現場を経由して、娼婦リッツィの住むマンションの一室に入り込み、彼女を買収する。リッツィはイーヴォの提示する東ドイツマルクでは承服しないが、スザンヌが高価な指輪を差し出すと態度を豹変させ、納得し、二人に部屋を使わせかくまって、自分は友人の部屋へ向かう。
二人きりになったイーヴォとスザンヌは一夜を共にすることになる。スザンヌはハレンダーを裏切ったイーヴォに対する信頼を回復し、イーヴォの過去を訊きただす。イーヴォは弁護士を目指して、学校で法律を学んだが、戦争ですべてが台無しになった。軍隊に入隊させられ、戦争犯罪にも加担することになった。スザンヌは戦争で命令されたことだと理解を示す。イーヴォはスザンヌの愛情を頑なに避けていたが、遂には彼女の純真さに心打たれ、彼女の気持ちを受け入れる。
翌朝、イーヴォの使いのホルスト少年の話を信用し、洗濯屋に変装したケストナーが幌トラックで、二人を迎えに行く。洗濯物の山の中に、イーヴォとスザンヌは隠れ、スザンヌはイーヴォが自由になるのを待つと言うと、イーヴォは「時を経て、良くなるのは良質なワインだけだ、君は男性のことも人生のことも分かっていない」と言う。スザンヌはイーヴォの自分への愛情を確信しており、イーヴォの本心とは裏腹に思える言葉を真に受けない。やがて、トラックは東部と西部の検問所を通過する。
警官に疑われ、窮地に陥った。イーヴォはスザンヌを救うためひとり自動車から飛び出し、警官と格闘する間に、スザンヌを乗せた車は無事西ベルリンへ走り去り、それを追ったイーヴォは、警官の銃弾にたおれた（その最後の瞬間が2,789メートルのフィルムに盛られた最大のスリルである。『邪魔者は殺せ』、『第三の男』に勝るとも劣らない素晴らしいラスト・シーンが、用意されていた）。